# Rhein-Kaserne
Die Rhein-Kaserne (ehemals Train-Kaserne, auch Artillerie-Kaserne Koblenz-Lützel) ist eine militärische Liegenschaft der Bundeswehr in Koblenz. Einige Gebäude der Kaserne im Stadtteil Lützel wurden noch vor dem Ersten Weltkrieg über der Neuendorfer Flesche, einem historischen Teil der Festung Koblenz aus dem Jahr 1825, für die preußische Armee errichtet. 1957 wurde die Kaserne nach fast 10-jähriger Nutzung durch die französische Armee an die Bundeswehr übergeben und in Rhein-Kaserne umbenannt. Die Kaserne ist eine von vier noch genutzten Kasernen in der Stadt. Zwischen 1914 und 1945 existierten in Koblenz insgesamt 16 Kasernen.

## Geschichte

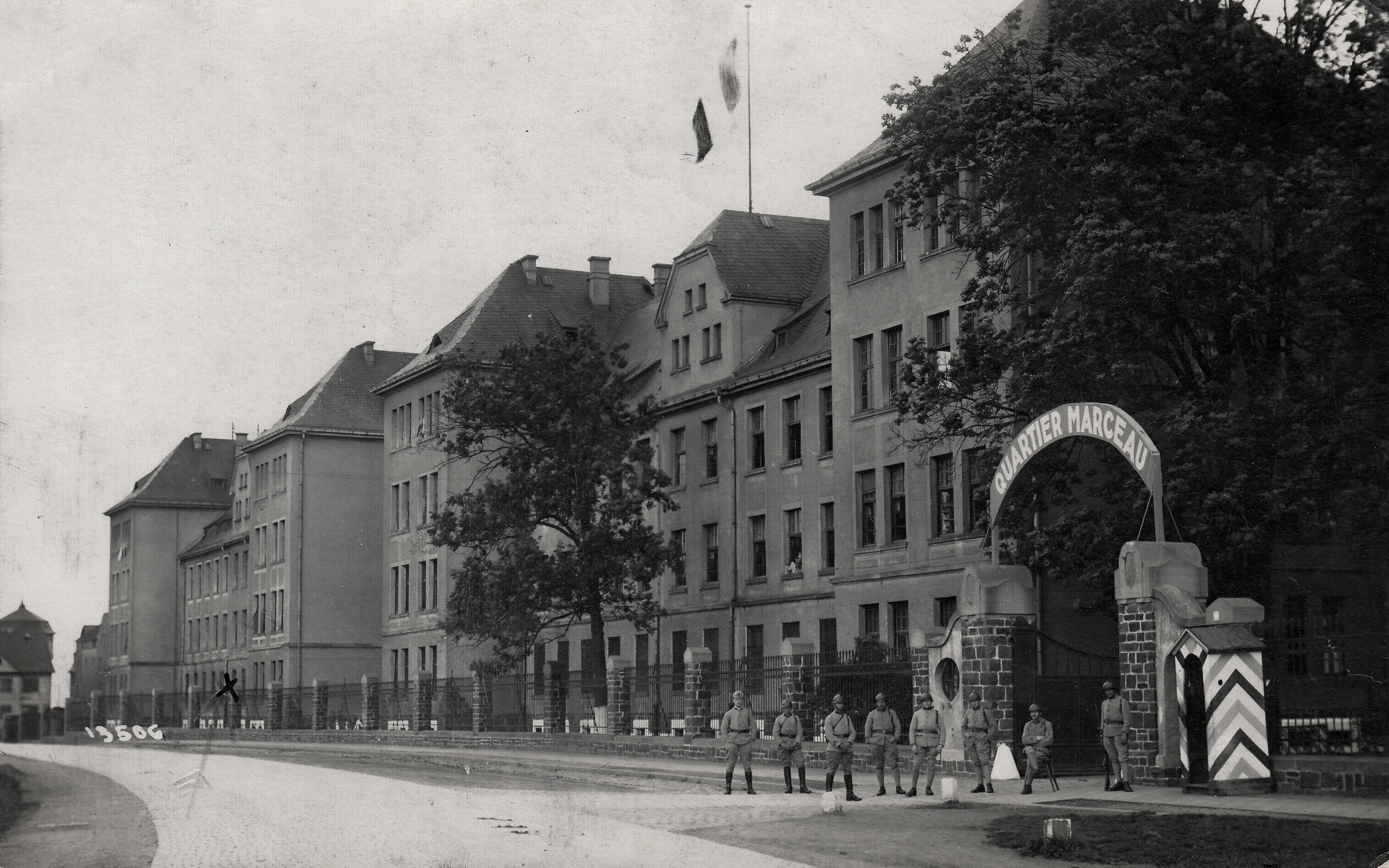
Train-Kaserne während der französischen Besatzung, 1923

Die Bauarbeiten zur Errichtung einer Kaserne am heutigen Standort begannen etwa um 1912. Dabei wurde das Gelände der vermutlich ein Jahr zuvor abgerissenen Neuendorfer Flesche verwendet. Bei den Bauarbeiten entstanden zuerst zwei Mannschaftshäuser, ein Stabsgebäude und ein Familienhaus für die Unteroffiziere. Die beiden Mannschaftshäuser sowie einige Nebengebäude wie Stallungen und Offizierskasino stehen noch heute und werden bis auf das alte Offizierskasino weiterhin von der Bundeswehr genutzt. Der Erstbezug erfolgte etwa ein Jahr nach Baubeginn. Die Bauarbeiten wurden im Jahr 1913 abgeschlossen und im darauffolgenden Jahr zog das Trainbataillon Nr. 8 aus der Münz-Kaserne in Ehrenbreitstein in die neue Liegenschaft um. Aus diesem Grund erhielt sie den ursprünglichen Namen „Train-Kaserne“.
Nach dem Ende des Ersten Weltkrieges wurde die Kaserne 1919 im Rahmen der Alliierten Rheinlandbesetzung erstmals von ausländischen Truppen belegt, bis 1922 waren hier US-amerikanische Soldaten stationiert. Anfang Mai 1922 übernahmen drei Schwadronen des 30. bzw. 28. französischen Dragoner-Regiments die Kaserne, vermutlich ab April 1923 waren hier Teile des 39. Artillerie-Regiments untergebracht, die bis zum französischen Abzug 1929 hier verblieben. Während dieser Zeit trug sie den Namen Quartier Marceau.
Nach dem Ende der Besatzung 1929 fiel die Kaserne an den Fiskus zurück. Vermutlich in dieser Zeit wurden Teile des Geländes an eine Firma veräußert und das Kasino in Privatwohnungen umgebaut. Nach der Rheinlandbesetzung 1936 wurde die Kaserne an die Wehrmacht übergeben, die hier Teile des Infanterie-Regiments 80 und des Artillerie-Regiments 34 stationierte und ein Heeresnebenzeugamt (Bekleidungsamt) unterbrachte. Während des Zweiten Weltkrieges wurde die Kaserne in den Jahren von 1940 bis 1942 als Lazarett für Kriegsgefangene genutzt. Bis Kriegsende hieß sie wieder Train-Kaserne oder auch Artillerie-Kaserne. Von 1945 bis 1948 dienten die unbeschädigten Kasernenbauten der Unterbringung „ausgebombter“ Familien und als Werkstätten für Firmen aus Koblenz.
Koblenz gehörte gemäß den Beschlüssen der Potsdamer Konferenz von 1945 zur Französischen Besatzungszone. 1948 zogen in die Kaserne erneut französische Truppen ein. Zunächst wurden die stark beschädigten Gebäude wieder hergerichtet, weitere Neubauten kamen hinzu. Die französische Armee teilte die Kaserne schließlich in zwei Bereiche auf, welche die Namen Caserne Eblé und Caserne Général Hoche erhielten. Die Kaserne blieb bis 1957 unter französischer Nutzung, bevor sie nach fast 10-jähriger Besatzung an die Bundeswehr übergeben wurde. Unter deren Verwaltung erfolgte dann die Umbenennung der Liegenschaft in Rhein-Kaserne. Zu diesem Zeitpunkt umfasste das Gelände ca. 23 ha.

## Nutzung
Die ersten Einheiten der Bundeswehr, die in die Rhein-Kaserne einzogen, waren zwei Instandsetzungsbataillone sowie ein schweres Pionierbataillon. Bis 1995 waren das Heeresunterstützungskommando und zeitweilig auch die Luftlande-Pionierkompanie 260 in der Rhein-Kaserne untergebracht. Die Abteilung III ist für die Heeresrüstung zuständig. Außerdem war das Sanitätsführungskommando dort untergebracht, seit dem 1. Oktober 2012 hat das im Rahmen der Neustrukturierung der Bundeswehr aufgestellte Kommando Sanitätsdienst der Bundeswehr hier seinen Hauptsitz. Das größte der Zentralen Institute des Sanitätsdienstes der Bundeswehr (ZInstSanBw Koblenz) ist in der Rhein-Kaserne stationiert, es ist das Schwerpunktinstitut für Humanmedizin. Es zog 1998 aus dem Gebäudekomplex des Ernst-Rodenwaldt-Instituts, so sein damaliger Name, am Zentralplatz in die Rhein-Kaserne um. Nach der Auflösung des Zentralen Instituts des Sanitätsdienstes der Bundeswehr am 1. Oktober 2017 wird die Kaserne durch die Abteilung A des Institut für Präventivmedizin der Bundeswehr genutzt.
Der Technische Bereich Nord, der durch die Herberichstraße vom eigentlichen Kasernengelände abgetrennt war, wurde bereits in den 80er Jahren verkauft und mit Wohnhäusern bebaut. Eine weitere Fläche zwischen den Pferdestallungen und dem ehemaligen Offizierskasino ging 2003 an die Firma Stabilus (dieser Teil lag direkt gegenüber dem Werksgelände), die auch die in diesem Bereich noch stehenden Fahrzeughallen weiter nutzt.
Im Zuge der Integrierung des alten Wallersheimer Weges in das genannte Werksgelände wurde entlang des nunmehrigen Kasernenzaunes eine neue Straße gebaut.
Im Rahmen der Neuausrichtung der Bundeswehr wurde am 2. Oktober 2012 das neuaufgestellte Kommando Sanitätsdienst der Bundeswehr in der Rhein-Kaserne stationiert. Ihm unterstehen die fünf Bundeswehrkrankenhäuser und die Zentralen Institute des Sanitätsdienstes.